# Esgrima nos Jogos Europeus de 2015 - Sabre por equipes masculino
A competição do sabre por equipe masculino foi um dos eventos da esgrima nos Jogos Europeus de 2015, em Baku, no Azerbaijão. Foi disputada no Baku Crystal Hall no dia 26 de junho.

## Calendário
Horário de verão do Azerbaijão (UTC+5).
| Data        | Horário | Fase             |
| ----------- | ------- | ---------------- |
| 26 de junho | 09:30   | Quartas de final |
| 26 de junho | 10:40   | Semifinal        |
| 26 de junho | 10:40   | Final            |

## Medalhistas
|  | ITA Itália                                                            |  | ROU Romênia                                                 |  | GER Alemanha                                                   |
|  | Luigi Miracco Massimiliano Murolo Alberto Pellegrini Giovanni Repetti |  | Alin Badea Mădălin Bucur Tiberiu Dolniceanu Iulian Teodosiu |  | Richard Hübers Björn Hübner Maximilian Kindler Robin Schrödter |

## Resultados
Os resultados do evento foram os seguintes.
|  | Quartas de final | Quartas de final |             |    | Semifinal | Semifinal      |                |  | Final | Final |
|  |                  |                  |             |    |           |                |                |  |       |       |
|  |                  |                  |             |    |           |                |                |  |       |       |
|  |                  |                  |             |    |           |                |                |  |       |       |
|  |                  |                  |             |    |           |                |                |  |       |       |
|  |                  |                  |             |    |           |                |                |  |       |       |
|  |                  |                  |             |    |           |                |                |  |       |       |
|  | GER Alemanha     | 44               |             |    |           |                |                |  |       |       |
|  | GER Alemanha     | 44               |             |    |           |                |                |  |       |       |
|  |                  |                  | ROU Romênia | 45 |           |                |                |  |       |       |
|  | ROU Romênia      | 45               | ROU Romênia | 45 |           |                |                |  |       |       |
|  | ROU Romênia      | 45               |             |    |           |                |                |  |       |       |
|  | HUN Hungria      | 34               |             |    |           |                |                |  |       |       |
|  | HUN Hungria      | 34               | ROU Romênia | 44 |           |                |                |  |       |       |
|  |                  |                  | ROU Romênia | 44 |           |                |                |  |       |       |
|  |                  | ITA Itália       | 45          |    |           |                |                |  |       |       |
|  | RUS Rússia       | ITA Itália       | 45          | 45 |           |                |                |  |       |       |
|  | RUS Rússia       |                  |             | 45 |           |                |                |  |       |       |
|  | AZE Azerbaijão   | 18               |             |    |           |                |                |  |       |       |
|  | AZE Azerbaijão   | 18               | RUS Rússia  | 42 |           |                |                |  |       |       |
|  |                  |                  | RUS Rússia  | 42 |           |                |                |  |       |       |
|  |                  |                  | ITA Itália  | 45 |           | Terceiro lugar | Terceiro lugar |  |       |       |
|  |                  |                  | ITA Itália  | 45 |           | Terceiro lugar | Terceiro lugar |  |       |       |
|  |                  |                  |             |    |           |                |                |  |       |       |
|  |                  |                  |             |    |           |                |                |  |       |       |
|  | GER Alemanha     | 45               |             |    |           |                |                |  |       |       |
|  | GER Alemanha     | 45               |             |    |           |                |                |  |       |       |
|  | RUS Rússia       | 44               |             |    |           |                |                |  |       |       |
|  | RUS Rússia       | 44               |             |    |           |                |                |  |       |       |

|  | Quinto lugar   |    |
|  |                |    |
|  |                |    |
|  |                |    |
|  | HUN Hungria    | 45 |
|  | HUN Hungria    | 45 |
|  | AZE Azerbaijão | 19 |
|  | AZE Azerbaijão | 19 |

## Classificação final
A classificação final foi a seguinte. 
| Posição           | Equipe                                                                                |
| ----------------- | ------------------------------------------------------------------------------------- |
| Medalha de ouro   | ITA Itália Luigi Miracco Massimiliano Murolo Alberto Pellegrini Giovanni Repetti      |
| Medalha de prata  | ROU Romênia Alin Badea Mădălin Bucur Tiberiu Dolniceanu Iulian Teodosiu               |
| Medalha de bronze | GER Alemanha Richard Hübers Björn Hübner Maximilian Kindler Robin Schrödter           |
| 4                 | RUS Rússia Ilya Motorin Nikita Proskura Boris Savich Alexander Trushakov              |
| 5                 | HUN Hungria Márton Bence Csaba Bence Gémesi Etele Ravasz Martin Singer                |
| 6                 | AZE Azerbaijão Javanshir Aghakishiyev Abdulla Hasanov Javanshir Safarov Azar Taghiyev |